# Marina Germană

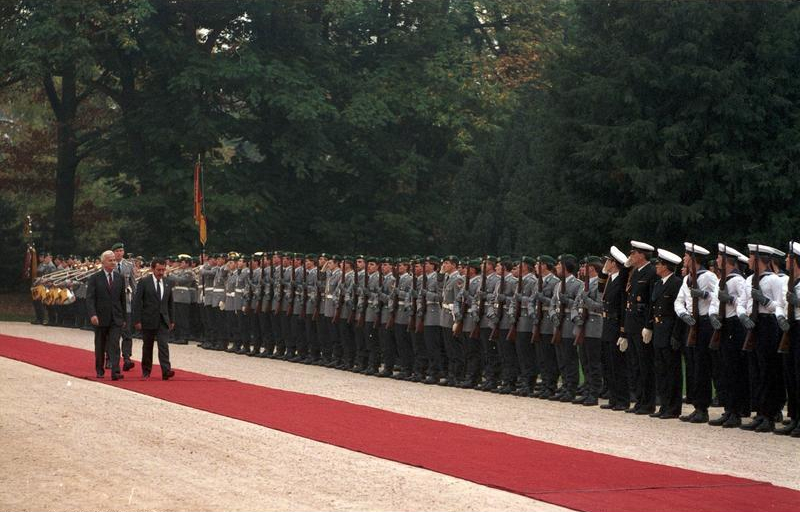
Președintele Richard von Weizsäcker prezentând garda de onoare. În dreapta imaginii sunt soldații marinei militare.

Marina Germană (în germană Deutsche Marine) este o parte a armatei germane Bundeswehr. Cu circa 16.000 de soldați este cel mai mic din cele trei segmente ale Bundeswehr (forțe terestre, forțe aeriene și forțe navale). Comandamentul marinei își are sediul la Rostock. Comandantul marinei este Inspectorul Marinei (în germană Inspekteur der Marine), de regulă un amiral sau viceamiral.

## Nave
11 fregate
- 4 F123 clasa Brandenburg[1]
- 3 F124 clasa Sachsen[2]
- 4 F125 clasa Baden-Württemberg[3]

5 corvete
- K130 clasa Braunschweig[5]

6 submarine
- clasa 212 A [6]

12 Dragă mine
- 10 clasa Frankenthal[7]
- 2 clasa Ensdorf[8]

11 nave de aprovizionare
- 3 Clasa Berlin[9]
- 6 Clasa Elbe[10]
- 2 Clasa Rhön[11]

3 Nave de recunoaștere
- Clasa Oste[12]

2 Remorcher de salvare pe mare
- Rügen[13]
- Borkum[14]

1 Nava de antrenament
- clasa Gorch Fock[15]

1 vas de cercetare
- clasa Planet[16]

Cele 2 nave din clasa Ensdorf (Pegnitz, Siegburg) servesc la recrutarea tinerilor talente. Pegnitz a fost reactivat în vara anului 2024. Pegnitz a fost reamenajat și va servi drept barcă de conducere în Marea Egee până la Crăciunul 2024.

## Avioane
- 2 Lockheed P-3 Orion
- 2 Dornier 228 LM

### elicopter
- 22 Sea Lynx Mk 88A

- 18 NH90 NTH Sea Lion

## Diverse
Compania a 4-a a batalionului de gardă, cu atribuții protocolare, aparține marinei militare.

## Imagini

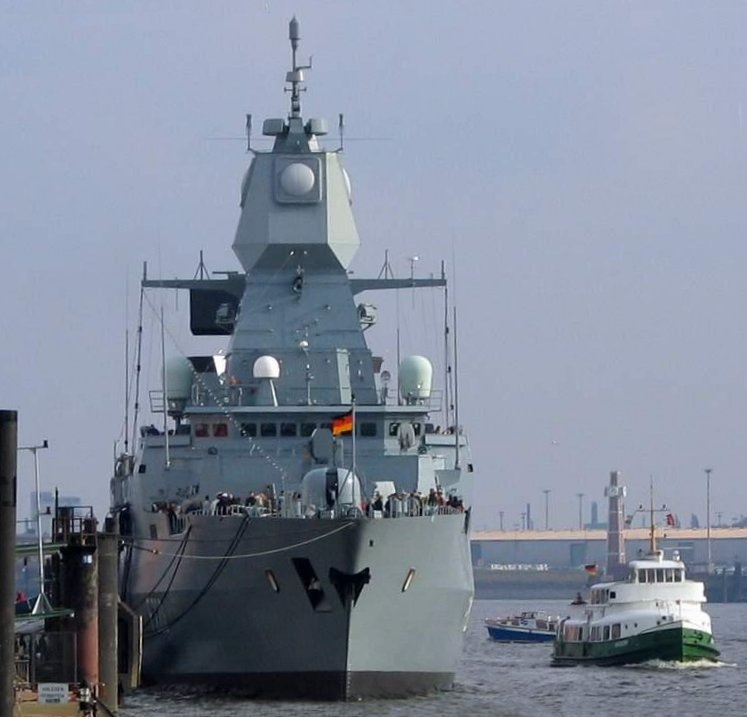
Fregata Hamburg (F 220)
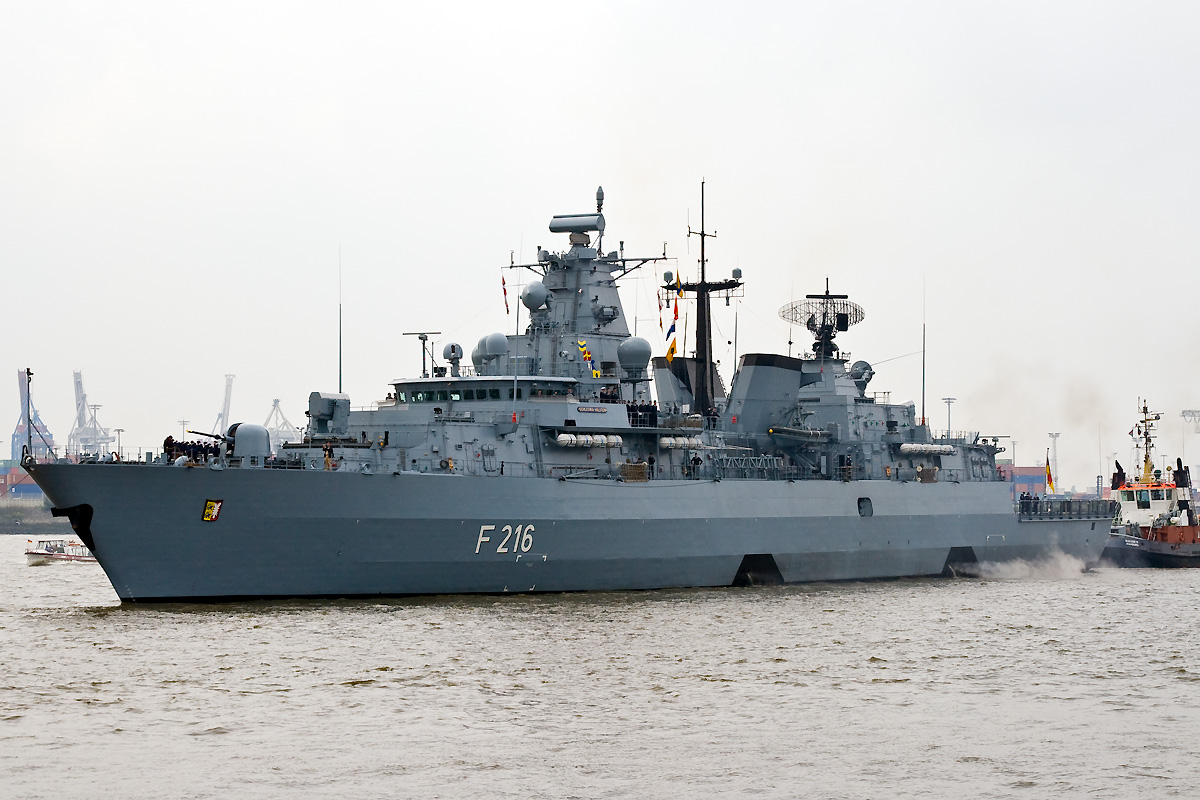
Fregata Schleswig-Holstein (F 216)